# 乙酰丙酮亚铁
乙酰丙酮亚铁是一种化合物，化学式为Fe(acac)2，其中acac为乙酰丙酮阴离子。乙酰丙酮亚铁可用作有机反应的催化剂。

## 制备
乙酰丙酮亚铁可由FeCl2或FeCl2·2THF和乙酰丙酮在哌啶的存在下，在乙醚中反应得到。
五羰基铁和乙酰丙酮在二正丁基醚中回流，可以得到乙酰丙酮亚铁。但在空气中处理反应产物，会因氧化而生成乙酰丙酮铁。

## 性质
乙酰丙酮亚铁在潮湿空气中，或在空气中加热易被氧化为乙酰丙酮铁。